# James Mitchell (calciatore)
James Frederick Mitchell, altresì citato come Fred Mitchell (Manchester, 18 novembre 1897 – Leicester, 30 maggio 1975), è stato un calciatore inglese, di ruolo portiere.

## Carriera

### Nazionale
Venne convocato nella Nazionale britannica che partecipò ai Giochi olimpici del 1920, disputò l'unica partita giocata dalla sua Nazionale in quell'edizione.